# Primer Gran Despertar
El Primer Gran despertar o El Gran Despertar va ser un moviment de revitalització cristiana que es va estendre per l'Europa protestant i Amèrica britànica, i especialment les colònies nord-americanes en la dècada de 1730 i 1740, deixant un impacte permanent en la religió nord-americana. Va ser el resultat de la predicació de gran abast que li va donar als oïdors una sensació de revelació personal de la seva necessitat de salvació per Jesucrist. Apartant-se dels rituals i cerimònies, el Gran Despertar comprèn un cristianisme intensament personal per la persona comuna mitjançant el foment d'un profund sentit de convicció espiritual i de la redempció, i mitjançant el foment de la introspecció i el compromís d'una nova norma de moralitat personal.
Es va portar el cristianisme als esclaus africans i va ser un esdeveniment monumental a Nova Anglaterra que va desafiar l'autoritat establerta. Va incitar rancor i la divisió entre els antics tradicionalistes, els qui van insistir en la importància de continuar el ritual i la doctrina, i els nous impulsors del renaixement, que va animar la implicació emocional i el compromís personal. Va tenir un impacte important en la remodelació de l'Església Congregacional, l'Església Presbiteriana, l'Església Reformada Holandesa i l'església alemanya reformada i l'enfortiment de les denominacions baptistes i metodistes. Va tenir poc impacte entre els anglicans i quàquers.
A diferència del Segon Gran Despertar, que va començar al voltant de 1800 i que va arribar als no creients, el primer Gran Despertar va estar centrat en les persones que ja eren membres de l'església. Va canviar els seus rituals, la seva pietat i la consciència de si mateixos. Als imperatius evangèlics de la Reforma protestant, del segle xviii els cristians nord-americans van afegir èmfasi en l'efusió divina de l'Esperit Sant i les conversions que implanten dins dels nous creients un intens amor per Déu. Els despertessis van encapsular aquestes senyes d'identitat i van propulsar l'evangelisme de nova creació en la república primigènia.

## Abast

### Dimensió internacional
L'avivament evangèlic va ser d'abast internacional, afectant als països predominantment protestants d'Europa. La resposta emocional de l'església en Bristol i Londres en 1737, i dels carboners Kingswood amb marques blanques en les galtes causades per les llàgrimes en 1769 sota la predicació de George Whitefield, va marcar l'inici del despertar anglès. L'historiador Sidney I. Ahlstrom ho considera part d'una "gran commoció internacional protestant", que també va donar origen al pietisme a Alemanya, l'avivament evangèlic i el Metodisme a Anglaterra.

### En les colònies americanes
Encara que la idea d'un "gran despertar" ha estat posada en dubte per Butler (1982) com a vaga i exagerada, és evident que el període va ser una època marcada per un augment de l'activitat religiosa, especialment en Nova Anglaterra. El Primer Gran Despertar va donar lloc a canvis en la comprensió de Déu per part dels nord-americans, d'ells mateixos, i del món que els envolta. En les colònies del centre i del sud, especialment a les regions "interiors del país", el despertar va influir en gran manera entre els presbiterians. A les comarques del sud, els predicadores del nord baptistes i metodistes convertien tant a blancs com a negres, esclaus i lliures per igual. Especialment els baptistes, van donar la benvinguda als negres en papers actius en les congregacions, inclòs el seu acompliment com predicadores. Abans de la Revolució Americana, es van fundar les primeres esglésies baptistes negres al sud de Virgínia, Carolina del Sud i Geòrgia; mentre que en Sant Petersburg, Virgínia, es van fundar dues esglésies baptistes negres.

### Cismes i conflictes
Les denominacions calvinistes es van veure especialment afectades. Per exemple, l'Església congregacional en Nova Anglaterra va experimentar 98 divisions, que en Connecticut també va tenir impacte en el grup que seria considerat "oficial" a efectes fiscals. Aquestes divisions van ser entre les noves llums (els que van ser influïts pel Gran Despertar) i les llums antigues (aquells que eren més tradicionals). S'estima que en Nova Anglaterra les esglésies es repartien en aproximadament 1/3 de Noves Llums, 1/3 de llums antigues, i el terç restant les que consideraven vàlides a ambdues postures.Plantilla:Cr

## Els seus impulsors

### Jonathan Edwards

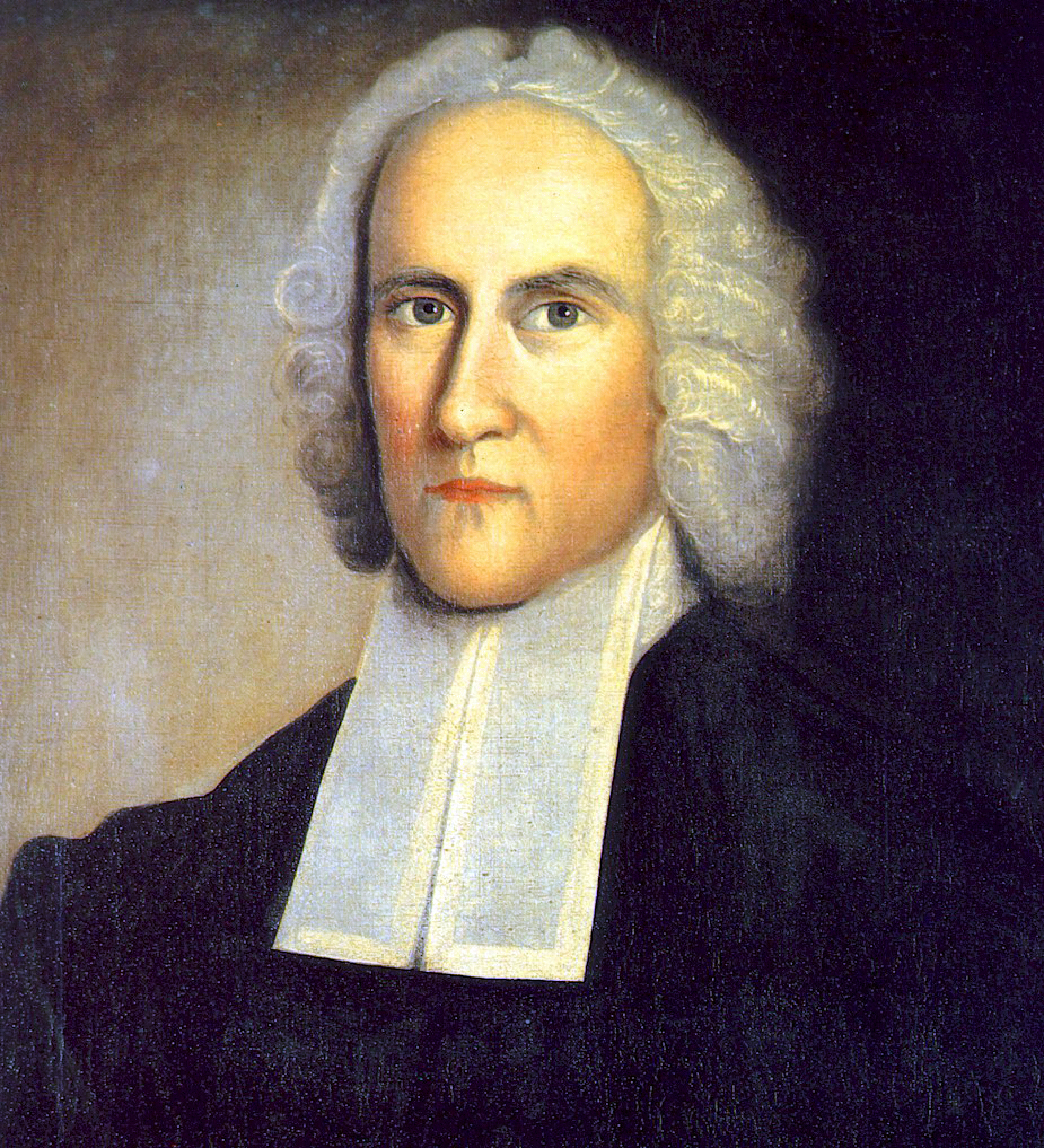
Jonathan Edwards va ser el teòleg evangèlic més influent a Amèrica durant el segle XVIII

El renaixement va començar de la mà de Jonathan Edwards (1703-1758), el principal teòleg americà de l'època colonial i un ministre congregacionalista en Northampton, Massachusetts. Edwards posseïa arrels puritanes calvinistes, però va posar l'accent en la importància i el poder de l'experiència personal religiosa immediata. Segons els seus contemporanis Edwards era "solemne, amb una enunciació clara i acurada, i una cadència lenta". No obstant això, els seus sermons eren poderosos i va atreure a un gran nombre de seguidors. El seu sermó més famós és "Pecadors a les mans d'un Déu Irat". El predicador anglicà George Whitefield, que va estar de visita provinent d'Anglaterra, continua el moviment, viatjant a través de les colònies i predicant en un estil més dramàtic i emocional, acceptant a tot tipus d'audiències.
Winiarski (2005) examina la predicació d'Edwards en 1741, especialment el seu famós sermó "Pecadors a les mans d'un Déu Irat." Sobre aquest tema, Edwards tolera el "soroll" del Gran Despertar, però el seu acostament a la revitalització es va tornar més moderat i crític en els anys posteriors.

### George Whitefield
L'arribada del jove predicador anglicà George Whitefield, probablement va deslligar la conflagració religiosa. Whitefield, la reputació del qual com un gran orador de púlpit i a l'aire lliure, havia precedit la seva visita, va viatjar per les colònies entre 1739 i 1740. On vulgui va ser va atreure grans i emocionades multituds, provocant innombrables conversions, així com una controvèrsia important. El ministre anglès George Whitefield qui va declarar que el món sencer era la seva "parròquia" va provocar el Gran Despertar. Déu, proclamava Whitefield, va ser misericordiós. En lloc d'estar predestinat a la condemnació, homes i dones podien salvar-se mitjançant el penediment dels seus pecats. Whitefield va fer una crida a la passió dels seus oïdors, condemnant amb energia l'alegria desbordant de la salvació i els horrors de la condemnació. Els seus crítics van condemnar el seu "entusiasme", la seva censura, i la seva predicació itinerant i extemporània. Un exemple famós de la literatura del nou estil de la predicació es pot trobar en el sermó de Jonathan Edwards Pecadors a les mans d'un Déu Irat. Les seves tècniques van ser copiades per imitadors nombrosos tant laics com clergues. Ells també es van convertir en predicadores itinerants, difonent el Gran Despertar des de Nova Anglaterra a Geòrgia, entre rics i pobres, educats i analfabets, i en la part d'interior de les regions, així com als pobles i ciutats de costa. El primer edifici de culte nou de l'Església Congregacional a Massachusetts en el període de 1730-1760 Gran Despertar, es trobava a la ciutat de nova incorporació de Uxbridge, Massachusetts. Aquesta seu es va trobar baix la predica del Rev. Pastor Nathan Webb, natural de Braintree, Massachusetts, que va realitzar allí el seu ministeri durant els següents 41 anys. El seu deixeble, Samuel Spring, va ser un capellà de la guerra de la Revolució Americana, i va iniciar el Seminari d'Andover i la Societat Missionera de Massachusetts.
Benjamin Franklin va esdevenir un entusiasta partidari de Whitefield. Franklin, un deista, que poques vegades assistia a l'església, no es va adherir a la teologia de Whitefield, però admirava a Whitefield per exhortar al poble a adorar a Déu mitjançant les bones obres. Franklin imprimeix sermons de Whitefield a la primera pàgina del seu Butlletí Oficial, dedicant 45 temes a les activitats de Whitefield. Franklin utilitza el poder de la seva premsa per difondre la fama de Whitefield mitjançant la publicació de tots els sermons de Whitefield i revistes. En gran part de les publicacions realitzades per Franklin entre 1739-1741 figura informació sobre el treball de Whitefield, ajudant a promoure el moviment evangèlic als Estats Units. Franklin va ser un gran amic i partidari de Whitefield, fins a la mort de Whitefield en 1770.